# Barisano de Trani

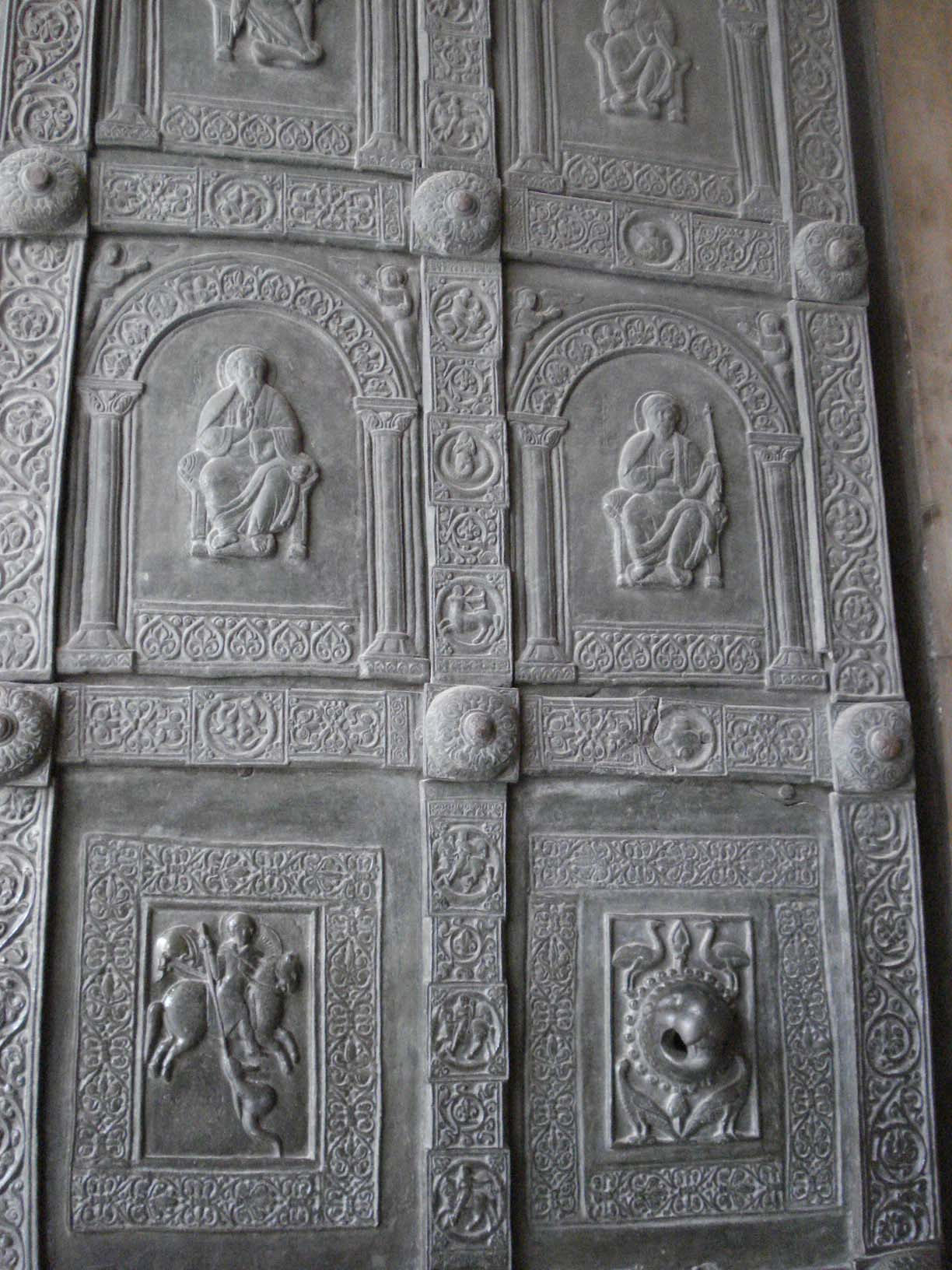
Puerta norte de la catedral de Monreale realizada por Barisano de Trani.

Barisano de Trani o Barisanus de Trani, procedente de Trani, fue un escultor italiano activo en la segunda mitad del siglo XII. 

## Biografía
Sobre su vida no se tiene noticia alguna. Son conocidas dos obras suyas firmadas: las puertas de bronce divididas en paneles cuadrados de la catedral de Trani (1185) y la del portal norte de la catedral de Monreale (1190). 
También se le atribuye la puerta de la Catedral de Ravello, que es la única que tiene una fecha indiscutible (1179), encargada por Sergio Muscettola, el marido de Sigilgaida Pironti. En el panel central de la tercera fila del batiente izquierdo de la puerta, se encuentra la inscripción siguiente:

ANNO MILLESIMO CENTESIMO SEPTUAGESIMO NONO INCARNACIO IES XPO DNO NRO MEMENTO DNE FAMULO TUO SERGIO MUSETULE ET UXORI SUE SICLIGAUDE ET FILIIS SUIS MAURO ET IOHES ET FILIA SUA ANNA QOT ISTA PORTA FACERE AGIT AD HONOREM DEI ET SANCTE MARIE VIRGINIS 
(Año 1179 de la Encarnación de nuestro Señor, acuérdate de tu siervo Sergio Muscettola y su esposa Sigilgaida y sus hijos Mauro y Giovanni, y su hija Anna, que esta puerta han hecho hacer por el honor de Dios y de la Santa María Virgen).

La cronología de las obras es objeto de controversia. En estudios recientes se da como la primera efectuada la puerta de la catedral de Ravello, seguida de la de Trani (circa 1185) y de la de Monreale (circa 1190). 

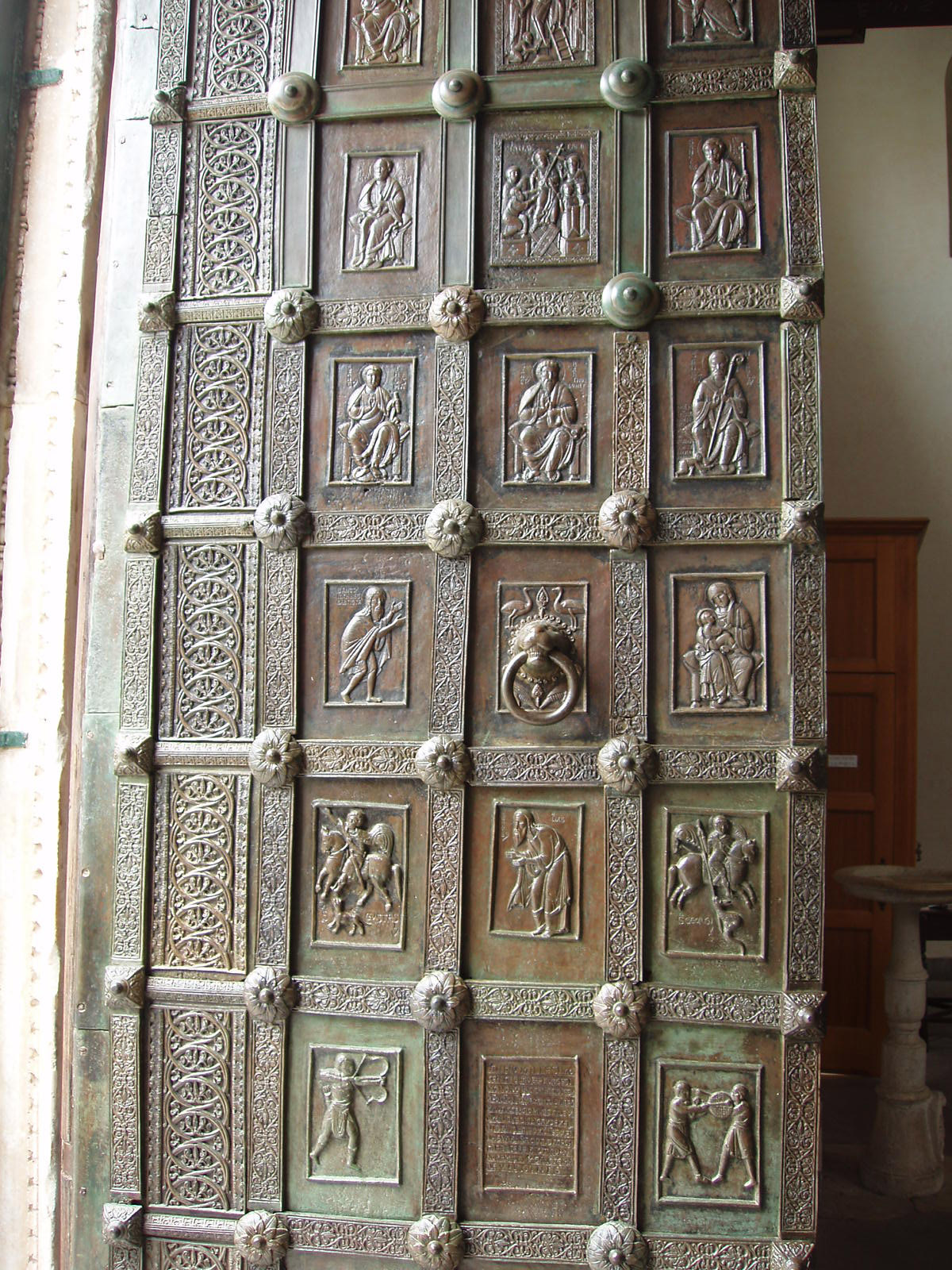
Puerta de bronce del duomo (catedral) de Ravello. Fecha (1179), encargada por Sergio Muscettola, el marido de Sigilgaida Pironti. En el panel central de la tercera fila del batiente izquierdo de la puerta se encuentra una inscripción con la fecha incluida. Obra atribuida al escultor Barisano de Trani.

Los paneles se moldean, acabados en frío y aplicados en una base de madera, técnica más cercana a la orfebrería que a la propia escultura, y muestran las influencias árabes y bizantinas. Se inspiró, de hecho, tanto en los motivos de las telas de Oriente, como en los cofres de eboraria del arte bizantino. 
A diferencia de otros escultores de su tiempo, Barisano no fue puramente un narrador: prefirió para insertar en los paneles de las puertas figuras religiosas individuales, estáticas y aisladas de su fantasía o provenientes de la iconografía asiática. Barisano antepuso el gusto de la decoración al simbólico, evidenciando un estilo que tiene alguna afinidad con los países nórdicos. 
La elaboración de la puerta de Trani está caracteriza por la ligereza del diseño, confirmada por el pequeño tamaño de las figuras y la importancia concedida a los marcos de los treinta y dos paneles; veinte están realizados con figuras de santos individuales como si fueran iconos bizantinos; aparecen dragones y leones combinados con iconografía religiosa de la Virgen y de los Apóstoles.
En la puerta de la catedral de San Pantaleón de Ravello, su labor se muestra mucho más compleja en el efecto de perseguir temas que recuerdan el arte del imperio sasánida del medio Oriente. Aquí se pueden ver figuras de arqueros y malabaristas que también se encuentran en la de Trani. Los marcos de partición de los paneles están ricamente decorados. Se encuentran escenas del Antiguo y del Nuevo Testamento.
El trabajo en la puerta de Monreale, consta de 28 paneles que representan cuarenta y dos figuras; sin embargo, muestran mayor intención escultórica que en las anteriores puertas.